# Inspector George Gently
Inspector George Gently is een Britse politieserie, geproduceerd voor BBC One die gesitueerd is in de jaren zestig. De serie ging van start op 8 april 2007 en eindigde na 8 seizoenen in 2017. In de serie speelt Martin Shaw de gelijknamige inspecteur en Lee Ingleby neemt de rol van Detective Sergeant John Bacchus voor zijn rekening. In de laatste drie seizoenen krijgt ook Lisa McGrillis een steeds grotere rol, eerst als WPC (Woman Police Constable, politieagente) en later als Sergeant Rachel Coles (Series 6–8).

## Beschrijving
De serie is gebaseerd op de George Gently-romans van Alan Hunter. De schrijver van de televisieserie verhuisde de plaats van handeling in de boeken van Norfolk naar Northumberland en Durham. De eerste twee seizoenen van de serie werden gefilmd in Ierland. Vanaf het derde seizoen vinden de opnamen plaats in County Durham.
George Gently is een Scotland Yard-detective van de oude stempel, die zich niet kan neerleggen bij het steeds meer vervagen van de grens tussen politieagent en crimineel. Nadat zijn vrouw (een Italiaanse) in Londen was vermoord, vertrok Gently naar zijn nieuwe standplaats in Northumberland. De verhalen spelen zich af in de jaren zestig. De tijd van onder meer het begin van de seksuele revolutie. Ook het drugsgebruik neemt in deze periode sterk toe. In enkele afleveringen is ook te zien dat de doodstraf toen nog niet was afgeschaft in Groot-Brittannië en dat er voorbereidingen worden getroffen om de dader op te hangen.
George Gently gaat in Northumberland samenwerken met de jonge Detective Sergeant John Bacchus. Hoewel Bacchus regelmatig te kennen geeft graag als politieman in Londen te gaan werken, blijven zij een koppel.
Peter Flannery en Mick Ford schreven de vier afleveringen van 2009. Gaststerren zijn Philip Davis (de man die aan het eind van de Pilot opgehangen wordt), Richard Armitage, Sharon Maughan, Jill Halfpenny, Mark Williams, Paul Copley, Mary Jo Randle, Tracey Wilkinson, Andrew Lee Potts en Brendan Coyle.
De afleveringen gaan, na de pilotaflevering Gently’s Last Case (2007) over de moord op een motorrijder, verder over een moord nabij een RAF-basis en de mogelijke betrokkenheid van de IRA daarbij in The Burning Man, de dood van een Duitse zakenman, mogelijk als gevolg van anti-Duitse sentimenten, in Bomber’s Moon, kindermisbruik in Gently with the Innocents, de wereld van seksclubs in Gently in the Night, een bendeoorlog in Gently in the Blood en moorden in het vrijmetselaarsmilieu in Gently through the Mill.
In Nederland werd de pilot uitgezonden door de KRO op Nederland 1 op 27 januari 2010. In België werd deze uitgezonden op Canvas op 31 oktober 2009. Er zijn in de jaren 2007–2015, inclusief de pilot, 25 afleveringen gemaakt.
In 2017 werd de serie na een looptijd van tien jaar afgesloten met twee laatste afleveringen. Martin Shaw was inmiddels 72 jaar oud.

## Afleveringen
De titel was oorspronkelijk George Gently, maar werd vanaf serie 2 (in 2009) Inspector George Gently.
Pilot (2007)
- Gently's Last Case, naar Gently Go Man (1961) van Alan Hunter

Serie 1 (2008)
- The Burning Man, naar Gently Where the Roads Go (1962) van Alan Hunter
- Bomber's Moon, naar Bomber's Moon (1994) van Alan Hunter

Serie 2 (2009)
- Gently with the Innocents
- Gently in the Night
- Gently in the Blood
- Gently Through the Mill

Serie 3 (2010)
- Gently Evil
- Peace and Love

Serie 4 (2011)
- Gently Upside Down
- Goodbye China

Serie 5 (2012)
- Gently Northern Soul
- Gently With Class
- The Lost Child
- Gently In The Cathedral

Serie 6 (2014)
- Gently Between The Lines
- Blue for Bluebird
- Gently With Honour
- Gently Going Under

Serie 7 (2015)
- Gently with the Women
- Breathe in the Air
- Gently Among Friends
- Son of a Gun

Serie 8 (2017)
- Gently Liberated
- Gently and the New Age